# Rouvroy-Ripont
Rouvroy-Ripont è un comune francese di soli 8 abitanti situato nel dipartimento della Marna nella regione del Grand Est.

## Caratteristiche
È uno dei comuni meno popolati della Francia, assieme con Leménil-Mitry, a quota 2 residenti. Altri comuni meno popolati sono i 6 comuni a zero abitanti fra i 9 villaggi francesi distrutti durante la prima guerra mondiale, Rochefourchat che conta 1 solo residente e poi Fontanès-de-Sault e Caunette-sur-Lauquet a quota 4.

## Società

### Evoluzione demografica
Abitanti censiti